# Guerra da Palestina de 1948
A guerra da Palestina de 1948 teve início em 30 de novembro de 1947 e perdurou até meados de  1949 na Palestina Mandatária.
A guerra se divide em duas fases principais:
- A primeira tem início antes de 14 de maio de 1948, quando a Palestina ainda estava sob a autoridade britânica,  refere-se a uma guerra civil que envolveu o yishuv e os árabes palestinos, tanto muçulmanos quanto cristãos,[nota 2] apoiados pelo Exército Árabe de Liberação.
- A segunda fase começa após 15 de maio de 1948 e dura até meados de 1949, envolvendo Israel e  vários países árabes.

Segundo o acadêmico Nur-eldeen Masalha mais de 80% dos habitantes árabes da região que viria a ser o Estado de Israel abandonaram suas cidades e aldeias. O avanço dos judeus, como o ocorrido em Haifa, somado ao medo de um massacre, após o ocorrido em Deir Yaassin, e o colapso da liderança palestina fizeram com que muitos dos habitantes árabes fugissem devido ao pânico. Uma série de leis israelenses sobre a propriedade da terra, aprovadas pelo primeiro governo israelense, impediu que os árabes palestinos retornassem posteriormente aos seus lares ou fizessem valer seus direitos de propriedade. Essas pessoas e muitos dos seus descendentes continuam a ser considerados refugiados.
Os protagonistas e comentadores denominam esses eventos de maneiras diferentes: os palestinos se referem à Guerra Civil de 1947-1948 como Al-Naqba ou Al Nakba ("a catástrofe"), aludindo principalmente ao primeiro período, durante o qual os árabes foram vencidos pelas forças judias,  e  grande parte  da população árabe da Palestina viveu um êxodo. Já do ponto de vista israelense, trata-se da Guerra da Independência  ou  Guerra da Liberação, expressão que concerne sobretudo ao segundo período, iniciado com a declaração de independência do Estado de Israel e seguida de confronto entre Israel e os Estados Árabes vizinhos.
A partir dos anos 1980, após a abertura dos arquivos israelenses sobre a guerra da Palestina, o conflito foi objeto de novos estudos, realizados sobretudo pelos chamados Novos Historiadores, que reescreveram (ou, segundo seus detratores, fabricaram) a história do conflito.